# Ann Rutherford
Ann Rutherford, född 2 november 1917 i Vancouver, British Columbia, Kanada, död 11 juni 2012 i Beverly Hills, Kalifornien, var en amerikansk skådespelare. Rutherford medverkade i över 80 film och TV-produktioner. Bland de mest framträdande rollerna kan nämnas Polly Benedict i ett antal "Andy Hardy-filmer" under 1930-talet och 1940-talet, samt lillasyster Careen O'Hara i Borta med vinden.
Rutherford har fått två stjärnor på Hollywood Walk of Fame för insatser inom film och television. De finns vid adresserna 6834 Hollywood Blvd. och 6333 Hollywood Blvd.

## Filmografi i urval
- 1937 – Andy Hardy på vift
- 1937 – En farlig fiende
- 1938 – Dramatic School
- 1938 – Andy Hardy och kärleken
- 1939 – Borta med vinden
- 1939 – Det sitter i benen
- 1939 – Stackars Andy Hardy!
- 1940 – En man för Elizabeth
- 1940 – Spöket reser hem
- 1940 – Andy Hardy och oskulden
- 1941 – Andy Hardy lever livet
- 1941 – Visslingen i mörkret
- 1942 – Andy Hardys dubbelliv
- 1942 – Ekot i natten
- 1945 – Two O'Clock Courage
- 1946 – Mördare efterspanas
- 1947 – Här kommer en annan
- 1948 – Don Juans äventyr